# Val Cristallina

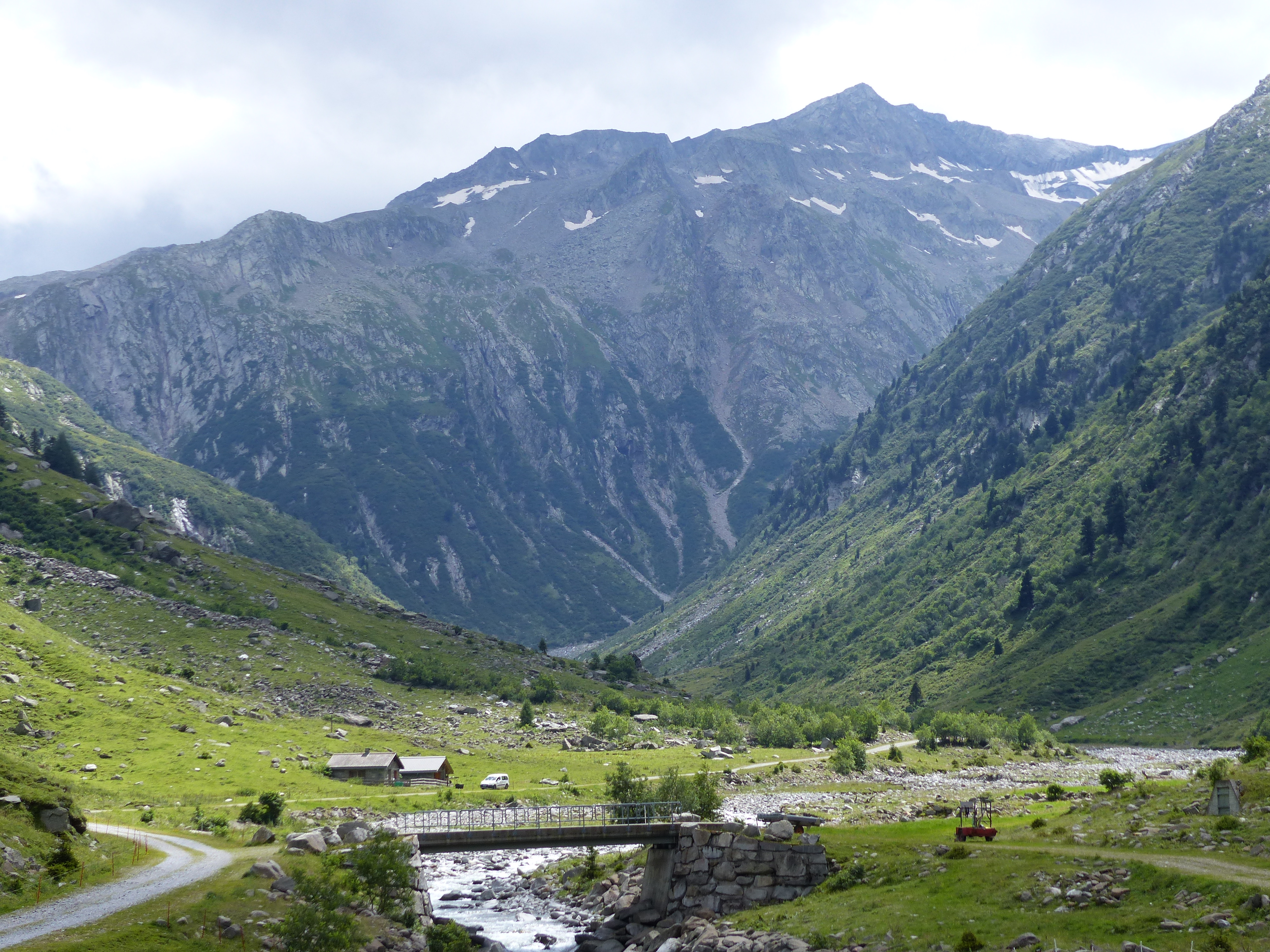
Val Cristallina mit La Bianca (2892 m) am Horizont

Die Val Cristallina ist ein Bergtal im Schweizer Kanton Graubünden.
Das Tal liegt auf dem Gebiet der Gemeinde Medel (Lucmagn) und führt vom Weiler Pardatsch in der Val Medel zum Pass Cristallina. Es wird vom Rein da Cristallina durchflossen und teilt sich auf einer Höhe von etwa 1770 m ü. M. in die Val Uffiern (östlich) und die Val Casatscha (südlich).
Teile des Tales sind in das Bundesinventar der Auengebiete von nationaler Bedeutung eingetragen, die gesamte östliche Talseite im Bundesinventar der Landschaften und Naturdenkmäler von nationaler Bedeutung.
Die Schweizer Armee unterhält im Tal seit den 1980er-Jahren einen Schiessplatz. Im Zonenplan der Gemeinde Medel (Lucmagn) ist die Val Cristallina in der Landschaftsschutz- und Ruhezone gelegen. Eine Revisionsvorlage, welche im Hinblick auf die Errichtung des Schiessplatzes eine Umzonung vorsah, war von den Stimmberechtigten der Gemeinde mit 196 gegen 43 Stimmen verworfen worden.

## Fussnoten
1. ↑  Bundesinventar der Auengebiete von nationaler Bedeutung: Objekt 379
2. ↑  Bundesinventar der Landschaften und Naturdenkmäler von nationaler Bedeutung: Objekt 1913
3. ↑  Interpellation Maeder-Appenzell Versuchs-Schiessplatz Val Cristallina. Amtliches Bulletin der Bundesversammlung, 1987, Band I, S. 534–535.

Koordinaten: 46° 35′ 41″ N, 8° 51′ 53″ O; CH1903: 709276 / 161362